# Saccopharyngiformes
Os Saccopharyngiformes são uma ordem de peixes actinopterígeos.
Predefinição:Evolução e sistemática
Os Saccopharyngiformes são divididos em duas subordens, a Cyematoidei, com a única família Cyematidae (com dois gêneros monotípicos), e a Saccopharyngoidei, que contém as outras três famílias. Destas três famílias, a Monognathidae é a mais diversa, com 14 espécies identificadas no gênero Monognathus.
O Saccopharyngidae tem 11 espécies no único gênero Saccopharynx; a família estreitamente relacionada Eurypharyngidae é monotípica. Ainda há controvérsia sobre a inclusão dos Cyematidae nesta ordem, mas eles são colocados aqui com base na redução das características esqueléticas que são comuns entre todas as quatro famílias.
Predefinição:Características físicas
A perda de estruturas esqueléticas resultou em peixes que estão entre os mais incomuns e impressionantes em sua aparência. Entre outras características, todos não têm escamas, não têm nadadeiras pélvicas e têm nadadeiras dorsais e anais muito longas. Todos são bastante "flácidos" ao toque e presumivelmente nadam muito mal.
Nos membros do Saccopharyngoidei, as bocas são muito grandes a enormes, com faringes e estômagos distensíveis, para permitir a captura de presas muito grandes. A dentição vária entre as famílias. Dentes bem produzidos e curvados posteriormente são encontrados em Saccopharyngidae, com as outras três famílias possuindo dentes pequenos a minúsculos nas mandíbulas. Exceto pela cabeça e estrutura da boca alargadas, o restante do corpo desses peixes é alongado e muito esguio (filamentoso nos eufaringídeos e saccofaringídeos).
Predefinição:Distribuição
Os saccofaringídeos são mais abundantes e diversos no {{Oceano Atlântico}}.
Predefinição:Ecologia alimentar e dieta
Todas as espécies saccofaringiformes são, na melhor das hipóteses, más nadadoras. Não há relatos de alimentação nos ciematídeos, mas acredita-se que os eurifaringídeos e saccofaringídeos atraem suas presas por meio de iscas luminescentes em suas caudas e então abrem rapidamente suas bocas para sugar comida. peixe); os eurypharyngids pegam uma gama mais ampla de peixes e presas invertebradas.
Uma forma ainda mais incomum de alimentação foi postulada para os monognatídeos. Acredita-se que suas presas (crustáceos) possam ser atraídas pelo cheiro liberado pelas glândulas ao redor da boca; quando chegam perto o suficiente, o peixe os morde por meio de uma presa oca na boca que injeta veneno, muito parecido com uma cascavel. O peixe então engole o camarão morto ou moribundo inteiro.

## Famílias
- Cyematidae
- Eurypharyngidae
- Monognathidae
- Saccopharyngidae